# (612203) 2000 WT169
(612203) 2000 WT169 est un objet transneptunien de magnitude absolue 6,2. Son diamètre est estimé entre 155 km et 205 km.
Un satellite, de nom provisoire S/2009 (2000 WT169) 1 a été découvert en 2009, son diamètre serait légèrement inférieur au primaire et orbite à environ 2 600 km de distance,. L'objet pourrait être qualifié de transneptunien double.